# Cancrion deltoides
Cancrion deltoides är en kräftdjursart som beskrevs av Sueo M. Shiino 1942. Cancrion deltoides ingår i släktet Cancrion och familjen Entoniscidae.
Artens utbredningsområde är havet kring Japan. Inga underarter finns listade i Catalogue of Life.